# 풍코앙역
풍코앙역 (베트남어: Ga Phùng Khoang / Ga 馮珖)은 베트남 하노이 하동군에 위치한 하노이 지하철 2A호선의 철도역이다.

## 노선
- 하노이 지하철
  - 2A호선